# Афшары
Афшары (также: авшары; азерб. Əfşarlar; туркм. Owşarlar) — тюркский народ, народность или группа племён, одно из 24-х самых древних огузских племён, зафиксированных в трудах ряда средневековых историков.
Исторически афшаров относят к туркоманам. По мнению ряда источников, являются субэтносом азербайджанцев. В Туркменистане современные афшары входят в состав пяти этнографических групп туркмен. Большая российская энциклопедия отмечает, что «афшары сев.-зап. Ирана близки к азербайджанцам, в других районах Ирана и Афганистана — к туркменам».

## Название

Тамга племени Афшар согласно Махмуду Кашгари

Впервые афшары упоминаются в «Диван лугат ат-турк» («Собрание тюркских наречий») тюркского филолога XII века Махмуда ал-Кашгари. Персидский энциклопедист XIV века Рашид ад-Дин в своём историческом труде «Джами ат-таварих», основываясь на огузских легендах, изложенных в «Огуз-Наме», указывает, что название племени произошло от имени основателя племени Афшар-хана, внука Огуз-хана. Слово «афшар» означает «покорный», «послушный». Согласно «Огуз-Наме» Рашида ад-Дина (1247—1317), слово «авшар» означает проворный в деле и страстный охотник. В своём эпическом историческом труде «Родословная туркмен» хивинский хан и историк Абу-ль-Гази указывает на то, что наименование племени афшар означает «проворный в работе».
Афшары переселились из Средней Азии в Переднюю Азию в XIII—XIV веках.

## Общее описание

### Язык
Мнения насчёт классификации афшарского языка разнятся. Часть относят афшарский язык в качестве отдельного языка к южной группе огузской ветви тюркских языков. Согласно другим, афшарский является диалектом азербайджанского языка. Сами афшары называют свой язык «азери». Распространён в Иране и Афганистане.
Часть афшаров Афганистана владеет также монгольским языком. Изучавшему язык моголов Афганистана венгерскому востоковеду Л. Лигети в первой половине XX века удалось обнаружить среди тюркского племени афшаров людей, говорящих на монгольском языке. Все афшары, сохраняющие монгольский язык, — двуязычны. Монгольский диалект афшаров подвергся сильнейшему влиянию персидско-таджикских говоров. Распространение монгольского этнического компонента и языка в регионе В. М. Массон и В. А. Ромодин связывали с монгольскими завоеваниями XIII века.
Лайош Лигети, касаясь терминологической путаницы между среднеазиатскими туркменами и туркоманами в более широком смысле указывает, что язык афшаров не относится к туркменскому языку Туркменистана.

### Расселение
Проживают в Иранском Азербайджане, на севере Ирана (а также в некоторых других его районах), в Турции, в Азербайджане (в Агджабединском районе), в Афганистане (под Кабулом). В 1960-х годах численность афшаров превышала 350 тыс. человек.
Сара Ашурбейли пишет о переселении Надир-шахом афшар на Апшерон: «Кроме того, он переселил на Апшерон тюрок из племени афшар, заселивших селения Забрат, Кешла и Сабунчи, которым он доверял и на которых опирался.».
Кроме афшаров, потомков кызылбашей, существуют афшары Туркменистана, входящие в состав туркменских этнографических групп арсары, гёклен, мурчели, эсги и алили.

### Религия
Афшары исповедуют ислам, преимущественно шиитского толка. Туркменские афшары исповедуют ислам сунитского толка.

### Быт
Афшары ведут полуоседлый образ жизни, живущие к югу от Кермана — кочевой и полукочевой. Население в основном занимается отгонным скотоводством и земледелием.

### Кланы
Названия основных кланов афшаров следующие: алплу, арашлу, бекешлу, гюндюзлю, имирлю, кёсе ахмедлу, папалу, касемлу, кереклу и кирклу. Клан имирлу, вероятно, связан с племенем Имир, одним из первоначальных огузских племён. Ветви родов айналлу (иначе: инанлу, иманлу), усалу (иначе: усанлу) и устаджлу также относят к афшарам.

## История
Ранняя история

Правитель Ирана Надир-шах, самый известный представитель племени афшаров

По мнению туркменского историка О.Гундогдыева, племя авшар зафиксировано древними армянскими и грузинскими авторами в составе алано-асских племен под названием «овсуры».
Средние века
Село туркмен-авшаров Аушар, отмеченное арабским географом X в. Аль-Мукаддаси, располагалось в области Бухары.
Туркмены племени авшар проживали в XI-XIII веках на территории нанешнего Балканского велаята Туркменистана южнее и севернее Балханских гор, а также на полуострове Мангышлак (Казахстан).  
Будучи одним из 24 огузских племён, относились к крылу Бозок или Бузук (серая стрела), колена Юлдуз. Афшары, участвуя в походах и завоевании Ближнего Востока огузами, под главенством династии Сельджуков, расселились по всему региону. В XII веке Афшары известны как сельджукские наместники в Хузестане. В течение XIII—XIV веков этноним афшар не употреблялся в источниках, причиной этого вероятно является то, что в исторических трудах того времени вместо конкретных этнонимов обычно использовался туманный термин «Туркоман» для любых и всех тюркских племён.
Вновь название афшаров стало употребляться с XIV—XV веков, к этому времени они расселились по значительной территории Ирана, а их вожди были опорой вначале династии Кара-Коюнлу, а затем — Ак-Коюнлу. При Сефевидах афшары играли значительную роль в племенных объединениях кызылбашей и шахсевенов, которые представляли собой главную военную опору правящей власти. В сефевидском государстве из их числа также вышли несколько курчи-баши (командующих шахской гвардии) и многочисленные войсковые командиры и чиновники в провинциях. Для защиты Хорасана от туркмен Аббас I переселил афшаров и каджаров из Азербайджана. В частности, 4500 семейств афшаров из Урмии было переселено в Абивард и Деррегез.
В период Сефевидов, несмотря на видную роль в жизни государства, племя афшаров продолжило рассеиваться. Занимая должности в различных уголках державы, вожди племени, переселяясь туда, брали с собой свою собственную племенную свиту в качестве слуг и телохранителей.

В 1736 году афшар Надир Кули Бек (Надир-шах), свергнув сефевидского шаха Тахмаспа II и его малолетнего сына Аббаса III, провозгласил себя шахом Ирана, основав новую правящую династию Афшаридов. Чтобы привлечь на свою сторону кочевавших в районе Урмии афшаров, Надир-шах подкупил племенную верхушку, «именуя их (вождей племени) своими одноаульцами». Ещё в 1729—1731 годах Надир-шах переселил в Хорасан 12 000 семейств афшаров, из которых 2000 принадлежали к клану кырклу. Однако вскоре после гибели Надир-шаха эти племена снялись с новых стоянок и ушли обратно. В XIX веке французский путешественник Гаспар Друвиль описывал афшаров Урмии:
«Первое — они туркоманы, и по этой причине гораздо более привычны к воинскому ремеслу, чем собственно персы; второе — как соседи по границе, они были бы подвержены вторжениям курдов и турок, если бы они не оборонялись уверенно и были бы способны навязать борьбу своим соседям. И наконец, пользуясь с незапамятных времён заслуженной репутацией лучших и храбрейших кавалеристов в Персии, они обладают страстью к подтверждению этого мнения в их отношении, и скорее пожертвуют самым необходимым, чем покажутся с обычными конями и вооружением. Роскошь, которую они демонстрируют в этих предметах, часто составляет всё их состояние. Однако боязнь потерять их часто парализует отвагу даже храбрейших воинов».

### Дворянские династии
К племени афшар принадлежали следующие шахские, ханские и бекские династии:
- Афшариды — шахская династия в Персии, правившая в 1736—1750 годах.
- Караманиды[56][57] — беки государства Караманидов на юге Малой Азии.
- Джаванширы[58] — династия ханов Карабаха.
- Ашурбековы — азербайджанский бекский род, владевший обширными нефтеносными землями в окрестностях Баку.
- Гермияногуллары[59] — династия, правившая в одноимённом бейлике в 1300—1429 годах.
- Ханы Урмии[60]
- Зенгиды — атабеки Мосула (и Леванта)[61]

## Топонимия
Туркменское племя авшар оставило свои следы в топонимии Туркменистана:
Авшар — ущелье в Сердарском этрапе Балканского велаята;
Овшарлык — местность в Керкинском этрапе Лебапского велаята.